# 利帕里主教座堂

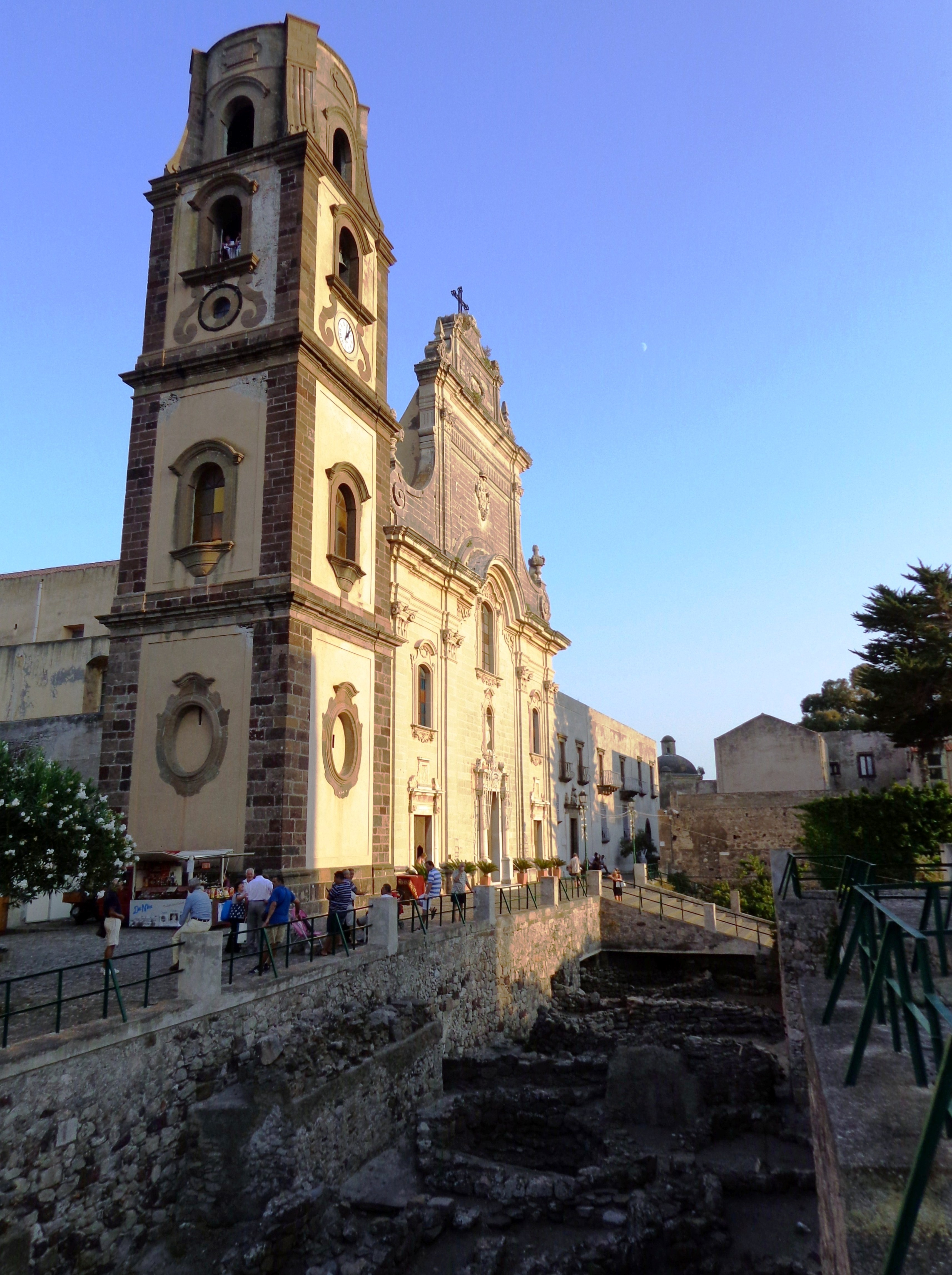
盧切拉主教座堂

利帕里主教座堂（義大利語：Basilica concattedrale di San Bartolomeo di Lipari; Duomo di Lipari）是意大利西西里大區城市利帕里的一座羅馬天主教的主教座堂。自1986年開始，這座教堂是天主教墨西拿-利帕里島-聖盧恰德爾梅拉總教區的共同主教座堂之一。這座教堂是利帕里歷史最古老和最大的教堂。